# J Street
J Street és un grup de pressió i una associació sense ànim de lucre (estatut 501c) fou fundada el mes d'abril de l'any 2008, i té la seu als Estats Units. J Street proposa una ferma implicació nord-americana per tal de posar fi al conflicte entre israelians i palestins, d'una manera diplomàtica i pacífica. J Street defensa un canvi en la política americana a l'Orient Mitjà (privilegiant les solucions diplomàtiques per sobre de les solucions militars, alhora que defensa un acord pacífic amb l'Iran, una aproximació a la resolució del conflicte, d'una manera multilateral, més que no pas unilateral, així com el diàleg en comptes de l'enfrontament. J Street es defineix com el braç polític del moviment a favor de la pau entre Israel i Palestina.